# Gastein Ladies 2007
Il Gastein Ladies 2007 è stato un torneo di tennis giocato sulla terra rossa. È stata la 1ª edizione del Gastein Ladies, che fa parte della categoria Tier III nell'ambito del WTA Tour 2007. Si è giocato a Bad Gastein in Austria,dal 23 al 29 luglio 2007.

## Campionesse

### Singolare
Francesca Schiavone ha battuto in finale  Yvonne Meusburger con il punteggio di 6–1, 6–4

### Doppio
Lucie Hradecká /  Renata Voráčová hanno battuto in finale  Ágnes Szávay /  Vladimíra Uhlířová con il punteggio di 6–3, 7–5